# Carlos Abad
Carlos Javier Abad-Hernández Trujillo (Puerto de la Cruz, 28 giugno 1995) è un calciatore spagnolo, portiere dell'Hércules.

## Carriera
Cresciuto nel settore giovanile del Tenerife, debutta in prima squadra il 16 novembre 2014, in occasione dell'incontro di Segunda División perso per 2-0 contro il Llagostera. Il 24 luglio 2015 prolunga il suo contratto con i Blanquiazules fino al 2020. Cinque giorni dopo viene ceduto in prestito al Real Madrid, che lo aggrega alla propria squadra riserve. Dopo aver trascorso due stagioni in prestito con il Castilla, nel 2017 rientra alla base. Il 23 agosto 2018 passa in prestito al Córdoba. Il 3 luglio 2019, prolunga il suo contratto con il Tenerife fino al 2022 e viene prestato ai greci dello Xanthī. La sua prima esperienza all'estero si conclude con 28 presenze, non riuscendo ad evitare la retrocessione. Il 3 settembre 2020 viene acquistato a titolo definitivo dal Deportivo La Coruña, firmando un contratto biennale. Rimasto svincolato, il 14 novembre 2021 si accasa all'Atlético Baleares. A causa del suo scarso impiego (solo una presenza in campionato nell'arco della stagione), il 14 luglio 2022 viene ceduto all'Hércules.

## Statistiche

### Presenze e reti nei club
Statistiche aggiornate al 17 dicembre 2022.
| Stagione                | Squadra                 | Campionato              | Campionato | Campionato | Coppe nazionali | Coppe nazionali | Coppe nazionali | Coppe continentali | Coppe continentali | Coppe continentali | Altre coppe | Altre coppe | Altre coppe | Totale | Totale |
| Stagione                | Squadra                 | Comp                    | Pres       | Reti       | Comp            | Pres            | Reti            | Comp               | Pres               | Reti               | Comp        | Pres        | Reti        | Pres   | Reti   |
| ----------------------- | ----------------------- | ----------------------- | ---------- | ---------- | --------------- | --------------- | --------------- | ------------------ | ------------------ | ------------------ | ----------- | ----------- | ----------- | ------ | ------ |
| 2014-2015               | Tenerife                | SD                      | 9          | -6         | CR              | 0               | 0               |                    | -                  | -                  |             | -           | -           | 9      | -6     |
| 2015-2016               | Real M. Castilla        | SDB                     | 36+4       | -34 + -5   |                 | -               | -               |                    | -                  | -                  |             | -           | -           | 40     | -39    |
| 2016-2017               | Real M. Castilla        | SDB                     | 27         | -34        |                 | -               | -               |                    | -                  | -                  |             | -           | -           | 27     | -34    |
| Totale Real M. Castilla | Totale Real M. Castilla | Totale Real M. Castilla | 63+4       | -68 + -5   |                 | -               | -               |                    | -                  | -                  |             | -           | -           | 67     | -73    |
| 2017-2018               | Tenerife                | SD                      | 4          | -5         | CR              | 4               | -4              |                    | -                  | -                  |             | -           | -           | 8      | -9     |
| Totale Tenerife         | Totale Tenerife         | Totale Tenerife         | 13         | -11        |                 | 4               | -4              |                    | -                  | -                  |             | -           | -           | 17     | -15    |
| 2018-2019               | Córdoba                 | SD                      | 28         | -49        | CR              | 1               | 0               |                    | -                  | -                  |             | -           | -           | 29     | -49    |
| 2019-2020               | Xanthī                  | SL                      | 23+5       | -27 + -4   | CG              | 0               | 0               |                    | -                  | -                  |             | -           | -           | 28     | -31    |
| 2020-2021               | Deportivo La Coruña     | SDB                     | 13+1       | -9 + -1    | CR              | 0               | 0               |                    | -                  | -                  |             | -           | -           | 14     | -10    |
| 2021-2022               | Atlético Baleares       | PDR                     | 1          | 0          | CR              | 0               | 0               |                    | -                  | -                  |             | -           | -           | 1      | 0      |
| 2022-2023               | Hércules                | SF                      | 15         | -19        | CR              | 0               | 0               |                    | -                  | -                  |             | -           | -           | 15     | -19    |
| Totale carriera         | Totale carriera         | Totale carriera         | 166        | -193       |                 | 5               | -4              |                    | -                  | -                  |             | -           | -           | 171    | -197   |